# Isset
Isset (en rus: Исеть) és un poble (un possiólok) de l'óblast de Sverdlovsk, a Rússia, segons el cens del 2010 tenia 3.215 habitants.